# Boula (Burkina Faso)
Pour les articles homonymes, voir Boula.
Boula est une commune rurale située da

## Géographie
Boula se trouve à environ 15 km au Nord de Coalla.

## Santé et éducation
Le centre de soins le plus proche de Boula est le centre de santé et de promotion sociale (CSPS) de Bonsiéga.